# دژ باشتووه
دژ باشتووه (آلبانیایی: Kalaja e Bashtovës) یک قلعه چهار ضلعی قرون وسطی است که نزدیک به جریان رودخانه اشکومبین به دریای آدریاتیک در آلبانی مرکزی واقع شده‌است و بخشی از فهرست آزمایشی آلبانی به منظور واجد شرایط بودن برای ورود به فهرست میراث جهانی یونسکو است.
این قلعه در زمینی مسطح حاصلخیز و شرقی در دهانه رودخانه اشکومبین ساخته شده‌است. ویرانه‌ها در حدود ۲ کیلومتر (۱٫۲ مایل) از روستای Vilë-Boshtovë در شهرستان تیرانا قرار دارند.